# Hibernate Query Language
A Hibernate Query Language (HQL) a Hibernate saját, az SQL-hez nagyon hasonló lekérdező nyelve. Az SQL-el szemben azonban teljesen objektumorientált, így olyan lekérdezéseket írhatunk benne, melyekben a táblák és oszlopok helyett osztályneveket és adattagokat használhatunk. A HQL objektum-relációs modellre épül, rendkívül erőteljes, kezeli az öröklődést, a polimorfizmust és az asszociációt.
A Java osztályok és tulajdonságok kivételével a lekérdezések kis- és nagybetű érzéketlenek, tehát a SeLeCT megegyezik a sELEct-el illetve SELECT-tel, de az org.hibernate.eg.FOO nem azonos az org.hibernate.eg.Foo-val.

## A HQL használatának előnyei
- Teljes mértékben támogatja a relációs műveleteket. Lehetővé teszi SQL lekérdezések reprezentálását objektumok formájában. Osztályokat és tulajdonságokat használ táblák és oszlopok helyett.

- Az eredményt objektumként szolgáltatja, amit könnyű használni. Ezzel leveszi a vállunkról az objektum létrehozásának és az eredményhalmazban található adatokkal való feltöltésének feladatát.

- A HQL teljesen támogatja a polimorfikus lekérdezéseket. Például a következő lekérdezés

```
 
from
 
Cat
 
as
 
cat

```

nem csak a Cat osztály, hanem annak leszármazottjainak a példányait is visszaadja.
- A Hibernate lekérdezéseket könnyű megtanulni, és egyszerűen implementálhatók az alkalmazásokban.

- A HQL számos haladó funkciót tartalmaz, mint például az oldalszámozás, fetch join dinamikus profilozással, inner/outer/full join, direkt szorzatok. Továbbá támogatja a projekciót, aggregációt (max, avg) és csoportosítást, rendezést, allekérdezéseket és SQL funkcióhívásokat.

- A HQL-ben megírt lekérdezések adatbázis-függetlenek, ha az adatbázis támogatja az ennek alapjául szolgáló funkciót.

## HQL szintaxisának megértése
Minden HQL a következő elemeket tartalmazhatja:
- klózok
- összesítő függvények
- allekérdezések

### HQL klózok
- from
- select
- where
- order by
- group by

### Összesítő függvények
HQL lekérdezések összesítő függvények eredményét is visszaadhatják.
A támogatott függvények a következők:
- avg(...), sum(...), min(...), max(...)
- count(*)
- count(...), count(distinct ...), count(all...)

Aritmetikai operátorok, konkatenáció és SQL függvények is szerepelhetnek a select záradékban.
Példák:
```
 
select
 
cat
.
weight
 
+
 
sum
(
kitten
.
weight
)

 
from
 
Cat
 
cat

     
join
 
cat
.
kittens
 
kitten

 
group
 
by
 
cat
.
id
,
 
cat
.
weight

 
select
 
firstName
||
' '
||
initial
||
' '
||
upper
(
lastName
)
 
from
 
Person

```

### Allekérdezések
Az allekérdezés nem más, mint egy lekérdezésbe ágyazott lekérdezés.

## Külső hivatkozások
- Rose India Hibernate Query Language
- Hibernate Community Documentation Chapter 14. HQL: The Hibernate Query Language